# Entourage (Fernsehserie)/Episodenliste
Diese Episodenliste enthält alle Episoden der US-amerikanischen Dramedy Entourage, sortiert nach der US-amerikanischen Erstausstrahlung. Zwischen 2004 und 2011 entstanden in acht Staffeln 96 Episoden mit einer Länge von jeweils etwa 28 Minuten.

## Übersicht
| Staffel | Episodenanzahl | Erstausstrahlung USA | Erstausstrahlung USA | Deutschsprachige Erstausstrahlung | Deutschsprachige Erstausstrahlung |
| Staffel | Episodenanzahl | Staffelpremiere      | Staffelfinale        | Staffelpremiere                   | Staffelfinale                     |
| ------- | -------------- | -------------------- | -------------------- | --------------------------------- | --------------------------------- |
| 1       | 8              | 18. Juli 2004        | 12. September 2004   | 1. September 2008                 | 23. September 2008                |
| 2       | 14             | 5. Juni 2005         | 4. September 2005    | 30. September 2008                | 11. November 2008                 |
| 3       | 20             | 11. Juni 2006        | 3. Juni 2007         | 18. November 2008                 | 16. Januar 2009                   |
| 4       | 12             | 17. Juni 2007        | 2. September 2007    | 23. Januar 2009                   | 27. Februar 2009                  |
| 5       | 12             | 7. September 2008    | 23. November 2008    | 25. September 2009                | 30. Oktober 2009                  |
| 6       | 12             | 12. Juli 2009        | 4. Oktober 2009      | 19. März 2010                     | 23. April 2010                    |
| 7       | 10             | 27. Juni 2010        | 12. September 2010   | 24. Juni 2011                     | 22. Juli 2011                     |
| 8       | 8              | 24. Juli 2011        | 11. September 2011   | 13. Juli 2012                     | 3. August 2012                    |

## Staffel 1
Die Erstausstrahlung der ersten Staffel war vom 18. Juli bis zum 12. September 2004 auf dem US-amerikanischen Kabelsender HBO zu sehen. Die deutschsprachige Erstausstrahlung sendete der deutsche Pay-TV-Sender FOX vom 1. bis zum 23. September 2008.
| Nr. (ges.) | Nr. (St.) | Deutscher Titel              | Originaltitel             | Erstausstrahlung USA | Deutschsprachige Erstausstrahlung (D) | Regie          | Drehbuch                      |
| ---------- | --------- | ---------------------------- | ------------------------- | -------------------- | ------------------------------------- | -------------- | ----------------------------- |
| 1          | 1         | Klassentreffen               | Entourage                 | 18. Juli 2004        | 1. Sep. 2008                          | David Frankel  | Doug Ellin                    |
| 2          | 2         | Die Kritik                   | The Review                | 25. Juli 2004        | 1. Sep. 2008                          | Julian Farino  | Doug Ellin                    |
| 3          | 3         | Die Talkshow                 | Talk Show                 | 1. Aug. 2004         | 9. Sep. 2008                          | Julian Farino  | Larry Charles                 |
| 4          | 4         | Ein Date? Kein Problem!      | Date Night                | 8. Aug. 2004         | 9. Sep. 2008                          | Dan Attias     | Doug Ellin & Rob Weiss        |
| 5          | 5         | Drehbuch gefällig?           | The Script and the Sherpa | 15. Aug. 2004        | 16. Sep. 2008                         | Adam Bernstein | Doug Ellin & Stephen Levinson |
| 6          | 6         | Der alte Mann und der Strand | Busey and the Beach       | 22. Aug. 2004        | 16. Sep. 2008                         | Julian Farino  | Doug Ellin & Larry Charles    |
| 7          | 7         | Die Szene                    | The Scene                 | 28. Aug. 2004        | 23. Sep. 2008                         | David Frankel  | Rob Weiss                     |
| 8          | 8         | New York                     | New York                  | 12. Sep. 2004        | 23. Sep. 2008                         | Julian Farino  | Doug Ellin & Larry Charles    |

## Staffel 2
Die Erstausstrahlung der zweiten Staffel war vom 5. Juni bis zum 4. September 2005 auf dem US-amerikanischen Kabelsender HBO zu sehen. Die deutschsprachige Erstausstrahlung sendete der deutsche Pay-TV-Sender FOX vom 30. September bis zum 11. November 2008.
| Nr. (ges.) | Nr. (St.) | Deutscher Titel           | Originaltitel             | Erstausstrahlung USA | Deutschsprachige Erstausstrahlung (D) | Regie         | Drehbuch                     |
| ---------- | --------- | ------------------------- | ------------------------- | -------------------- | ------------------------------------- | ------------- | ---------------------------- |
| 9          | 1         | The Boys Are Back In Town | The Boys Are Back In Town | 5. Juni 2005         | 30. Sep. 2008                         | Julian Farino | Doug Ellin                   |
| 10         | 2         | Mein Maserati fährt 210   | My Maserati Does 185      | 12. Juni 2005        | 30. Sep. 2008                         | David Nutter  | Doug Ellin & Cliff Dorfman   |
| 11         | 3         | Hugh Hefner lässt bitten  | Aquamansion               | 19. Sep. 2005        | 7. Okt. 2008                          | Julian Farino | Rob Weiss                    |
| 12         | 4         | Ein heißer Tipp           | An Offer Refused          | 26. Juni 2005        | 7. Okt. 2008                          | Leslie Libman | Doug Ellin & Chris Henchy    |
| 13         | 5         | Die Nachbarin             | Neighbors                 | 3. Juli 2005         | 14. Okt. 2008                         | Dan Attias    | Doug Ellin & Chris Henchy    |
| 14         | 6         | Chinatown                 | Chinatown                 | 10. Juli 2005        | 14. Okt. 2008                         | Julian Farino | Brian Burns & Larry Charles  |
| 15         | 7         | Das große Festival        | The Sundance Kids         | 17. Juli 2005        | 21. Okt. 2008                         | Julian Farino | Rob Weiss & Stephen Levinson |
| 16         | 8         | Oh, Mandy                 | Oh, Mandy                 | 24. Okt. 2005        | 21. Okt. 2008                         | Dan Attias    | Doug Ellin                   |
| 17         | 9         | Ich liebe dich auch       | I Love You Too            | 31. Okt. 2005        | 28. Okt. 2008                         | Julian Farino | Doug Ellin                   |
| 18         | 10        | Die Bat Mitzvah-Feier     | The Bat Mitzvah           | 7. Aug. 2005         | 28. Okt. 2008                         | Julian Farino | Doug Ellin & Rob Weiss       |
| 19         | 11        | Das Geburtstagsgeschenk   | Blue Balls Lagoon         | 14. Aug. 2005        | 4. Nov. 2008                          | Dan Attias    | Brian Burns                  |
| 20         | 12        | Good Morning Saigon       | Good Morning Saigon       | 21. Aug. 2005        | 4. Nov. 2008                          | Dan Attias    | Stephen Levinson & Rob Weiss |
| 21         | 13        | Jedem das Seine           | Exodus                    | 28. Aug. 2005        | 11. Nov. 2008                         | Julian Farino | Doug Ellin                   |
| 22         | 14        | Am Abgrund                | The Abyss                 | 4. Sep. 2005         | 11. Nov. 2008                         | Julian Farino | Doug Ellin & Rob Weiss       |

## Staffel 3
Die Erstausstrahlung der dritten Staffel war vom 11. Juni 2006 bis zum 3. Juni 2007 auf dem US-amerikanischen Kabelsender HBO zu sehen. Die deutschsprachige Erstausstrahlung sendete der deutsche Pay-TV-Sender FOX vom 18. November 2008 bis zum 16. Januar 2009.
| Nr. (ges.) | Nr. (St.) | Deutscher Titel                  | Originaltitel         | Erstausstrahlung USA | Deutschsprachige Erstausstrahlung (D) | Regie           | Drehbuch                                  |
| ---------- | --------- | -------------------------------- | --------------------- | -------------------- | ------------------------------------- | --------------- | ----------------------------------------- |
| 23         | 1         | Ein Star wird geboren            | Aquamom               | 11. Juni 2006        | 18. Nov. 2008                         | Julian Farino   | Doug Ellin                                |
| 24         | 2         | Ein Tag im St. Fernando Valley   | One Day in the Valley | 18. Juni 2006        | 18. Nov. 2008                         | Julian Farino   | Marc Abrams & Michael Benson              |
| 25         | 3         | Alte Freunde                     | Dominated             | 25. Juni 2006        | 25. Nov. 2008                         | Julian Farino   | Rob Weiss                                 |
| 26         | 4         | Shrek in der Morgenstunde        | Guys and Doll         | 2. Juli 2006         | 25. Nov. 2008                         | Craig Zisk      | Doug Ellin & Rob Weiss                    |
| 27         | 5         | Crash and Burn                   | Crash and Burn        | 9. Juli 2006         | 2. Dez. 2008                          | Patty Jenkins   | Brian Burns                               |
| 28         | 6         | Zu hoch gepokert                 | Three’s Company       | 16. Juli 2006        | 2. Dez. 2008                          | Ken Whittingham | Lisa Alden                                |
| 29         | 7         | Sex und andere Gefühllosigkeiten | Strange Days          | 23. Juli 2006        | 9. Dez. 2008                          | Mark Mylod      | Marc Abrams & Michael Benson              |
| 30         | 8         | Auf zu neuen Ufern               | The Release           | 30. Juli 2006        | 9. Dez. 2008                          | Patty Jenkins   | Doug Ellin & Brian Burns                  |
| 31         | 9         | Vegas Baby, Vegas                | Vegas Baby, Vegas     | 6. Aug. 2006         | 16. Dez. 2008                         | Julian Farino   | Doug Ellin                                |
| 32         | 10        | Eine Punkband aus Queens         | I Wanna Be Sedated    | 13. Aug. 2006        | 16. Dez. 2008                         | Julian Farino   | Doug Ellin & Lisa Alden                   |
| 33         | 11        | Was ist mit Bob?                 | What About Bob?       | 20. Aug. 2006        | 23. Dez. 2008                         | Ken Whittingham | Brian Burns                               |
| 34         | 12        | Tut mir Leid, Ari                | Sorry, Ari            | 27. Aug. 2006        | 23. Dez. 2008                         | Julian Farino   | Doug Ellin & Rob Weiss                    |
| 35         | 13        | Der Geburtstag                   | Less Than 30          | 8. Apr. 2007         | 30. Dez. 2008                         | Julian Farino   | Doug Ellin                                |
| 36         | 14        | Der Ausflug                      | Dog Day Afternoon     | 15. Apr. 2007        | 30. Dez. 2008                         | Mark Mylod      | Doug Ellin & Rob Weiss                    |
| 37         | 15        | Verrückter Montag                | Manic Monday          | 22. Apr. 2007        | 2. Jan. 2009                          | Julian Farino   | Doug Ellin & Marc Abrams & Michael Benson |
| 38         | 16        | Reingelegt                       | Gotcha                | 29. Apr. 2007        | 2. Jan. 2009                          | Dan Attias      | Doug Ellin & Rob Weiss                    |
| 39         | 17        | Die Rückkehr des Königs          | Return of the King    | 6. Mai 2007          | 9. Jan. 2009                          | Dan Attias      | Brian Burns                               |
| 40         | 18        | Die Auferstehung                 | The Resurrection      | 13. Mai 2007         | 9. Jan. 2009                          | David Nutter    | Doug Ellin & Ally Musika                  |
| 41         | 19        | Die Braut des Prinzen            | The Prince’s Bride    | 20. Mai 2007         | 16. Jan. 2009                         | David Nutter    | Rob Weiss                                 |
| 42         | 20        | Adios Amigos                     | Adios Amigos          | 3. Juni 2007         | 16. Jan. 2009                         | Mark Mylod      | Doug Ellin                                |

## Staffel 4
Die Erstausstrahlung der vierten Staffel war vom 17. Juni bis zum 2. September 2007 auf dem US-amerikanischen Kabelsender HBO zu sehen. Die deutschsprachige Erstausstrahlung sendete der deutsche Pay-TV-Sender FOX vom 23. Januar bis zum 27. Februar 2009.
| Nr. (ges.) | Nr. (St.) | Deutscher Titel              | Originaltitel                | Erstausstrahlung USA | Deutschsprachige Erstausstrahlung (D) | Regie           | Drehbuch                 |
| ---------- | --------- | ---------------------------- | ---------------------------- | -------------------- | ------------------------------------- | --------------- | ------------------------ |
| 43         | 1         | Willkommen im Dschungel      | Welcome to the Jungle        | 17. Juni 2007        | 23. Jan. 2009                         | Mark Mylod      | Doug Ellin               |
| 44         | 2         | Director’s Cut               | The First Cut Is the Deepest | 14. Juni 2007        | 23. Jan. 2009                         | Mark Mylod      | Doug Ellin               |
| 45         | 3         | Von Hinten durch die Brust   | Malibooty                    | 1. Juli 2007         | 30. Jan. 2009                         | Ken Whittingham | Rob Weiss                |
| 46         | 4         | Zehn Meter bis Beverly Hills | Sorry, Harvey                | 8. Juli 2007         | 30. Jan. 2009                         | Ken Whittingham | Doug Ellin               |
| 47         | 5         | Das Dream Team               | The Dream Team               | 15. Juli 2007        | 6. Feb. 2009                          | Seith Mann      | Brian Burns              |
| 48         | 6         | Nie ohne meinen Regisseur    | The Weho Ho                  | 22. Juli 2007        | 6. Feb. 2009                          | Mark Mylod      | Doug Ellin               |
| 49         | 7         | Nochmal ohne Gefühle         | The Day Fuckers              | 29. Juli 2007        | 13. Feb. 2009                         | Mark Mylod      | Rob Weiss                |
| 50         | 8         | Garys Schreibtisch           | Gary’s Desk                  | 5. Aug. 2007         | 13. Feb. 2009                         | Julian Farino   | Ally Musika              |
| 51         | 9         | Jung und bekifft             | The Young and the Stoned     | 12. Aug. 2007        | 20. Feb. 2009                         | Mark Mylod      | Dusty Kay                |
| 52         | 10        | Schnee von gestern           | Snow Job                     | 19. Aug. 2007        | 20. Feb. 2009                         | Ken Whittingham | Doug Ellin & Ally Musika |
| 53         | 11        | Catch as Catch Cannes        | No Cannes Do                 | 26. Aug. 2007        | 27. Feb. 2009                         | Dan Attias      | Doug Ellin & Rob Weiss   |
| 54         | 12        | Die Cannes-Clique            | The Cannes Kids              | 2. Sep. 2007         | 27. Feb. 2009                         | Mark Mylod      | Doug Ellin               |

## Staffel 5
Die Erstausstrahlung der fünften Staffel war vom 7. September bis zum 23. November 2008 auf dem US-amerikanischen Kabelsender HBO zu sehen. Die deutschsprachige Erstausstrahlung sendete der deutsche Pay-TV-Sender FOX vom 25. September bis zum 30. Oktober 2009.
| Nr. (ges.) | Nr. (St.) | Deutscher Titel      | Originaltitel             | Erstausstrahlung USA | Deutschsprachige Erstausstrahlung (D) | Regie           | Drehbuch                 |
| ---------- | --------- | -------------------- | ------------------------- | -------------------- | ------------------------------------- | --------------- | ------------------------ |
| 55         | 1         | Fantasy Island       | Fantasy Island            | 7. Sep. 2008         | 25. Sep. 2009                         | Mark Mylod      | Doug Ellin               |
| 56         | 2         | Wie geht’s weiter?   | Unlike A Virgin           | 14. Sep. 2008        | 25. Sep. 2009                         | Mark Mylod      | Doug Ellin               |
| 57         | 3         | Bankrott             | The All Out Fall Out      | 21. Sep. 2008        | 2. Okt. 2009                          | Mark Mylod      | Rob Weiss                |
| 58         | 4         | Feuer und Flamme     | Fire Sale                 | 28. Sep. 2008        | 2. Okt. 2009                          | Seith Mann      | Doug Ellin               |
| 59         | 5         | Die Reise ins Ich    | Tree Trippers             | 5. Okt. 2008         | 9. Okt. 2009                          | Julian Farino   | Ally Musika              |
| 60         | 6         | Alles oder nichts    | ReDOMption                | 12. Okt. 2008        | 9. Okt. 2009                          | Seith Mann      | Doug Ellin               |
| 61         | 7         | Höhenflug            | Gotta Look Up To Get Down | 19. Okt. 2008        | 16. Okt. 2009                         | Mark Mylod      | Ally Musika & Rob Weiss  |
| 62         | 8         | First Class Jerk     | First Class Jerk          | 26. Okt. 2008        | 16. Okt. 2009                         | Ken Whittingham | Doug Ellin & Rob Weiss   |
| 63         | 9         | Das Tortenstück      | Pie                       | 2. Nov. 2008         | 23. Okt. 2009                         | Mark Mylod      | Doug Ellin               |
| 64         | 10        | Im Haifischbecken    | Seth Green Day            | 9. Nov. 2008         | 23. Okt. 2009                         | Ken Whittingham | Ally Musika              |
| 65         | 11        | Spiel mit dem Feuer  | Play’n With Fire          | 16. Nov. 2008        | 30. Okt. 2009                         | Mark Mylod      | Doug Ellin & Rob Weiss   |
| 66         | 12        | Der Prinz von Queens | Return To Queens Blvd     | 23. Nov. 2008        | 30. Okt. 2009                         | Mark Mylod      | Doug Ellin & Ally Musika |

## Staffel 6
Die Erstausstrahlung der sechsten Staffel war vom 12. Juli bis zum 4. Oktober 2009 auf dem US-amerikanischen Kabelsender HBO zu sehen. Die deutschsprachige Erstausstrahlung sendete der deutsche Pay-TV-Sender FOX vom 19. März bis zum 23. April 2010.
| Nr. (ges.) | Nr. (St.) | Deutscher Titel               | Originaltitel                       | Erstausstrahlung USA | Deutschsprachige Erstausstrahlung (D) | Regie           | Drehbuch                 |
| ---------- | --------- | ----------------------------- | ----------------------------------- | -------------------- | ------------------------------------- | --------------- | ------------------------ |
| 67         | 1         | Der Große Gatsby kehrt zurück | Drive                               | 12. Juli 2009        | 19. März 2010                         | Mark Mylod      | Doug Ellin               |
| 68         | 2         | Allein unter Freunden         | Amongst Friends                     | 19. Juli 2009        | 19. März 2010                         | Mark Mylod      | Ally Musika              |
| 69         | 3         | Turtle wird 30                | One Car, Two Car, Red Car, Blue Car | 26. Juli 2009        | 27. März 2010                         | Mark Mylod      | Doug Ellin               |
| 70         | 4         | Die Mühen der Freizeit        | Running on E                        | 2. Aug. 2009         | 27. März 2010                         | Ken Whittingham | Doug Ellin & Ally Musika |
| 71         | 5         | Das Golfturnier               | Fore!                               | 9. Aug. 2009         | 2. Apr. 2010                          | Mark Mylod      | Doug Ellin               |
| 72         | 6         | Küsse und Lügen               | Murphy’s Lie                        | 16. Aug. 2009        | 2. Apr. 2010                          | Julian Farino   | Ally Musika              |
| 73         | 7         | Das Aus für Drama             | No More Drama                       | 23. Aug. 2009        | 9. Apr. 2010                          | Doug Ellin      | Doug Ellin               |
| 74         | 8         | Die Sorkin-Notizen            | The Sorkin Notes                    | 30. Aug. 2009        | 9. Apr. 2010                          | Mark Mylod      | Doug Ellin & Ally Musika |
| 75         | 9         | Schmutzige Wäsche             | Security Briefs                     | 13. Sep. 2009        | 16. Apr. 2010                         | Ken Whittingham | Ally Musika              |
| 76         | 10        | ’Melrose 2009’                | Berried Alive                       | 20. Sep. 2009        | 16. Apr. 2010                         | David Nutter    | Doug Ellin               |
| 77         | 11        | Panik und andere Attacken     | Scared Straight                     | 27. Sep. 2009        | 23. Apr. 2010                         | Mark Mylod      | Doug Ellin               |
| 78         | 12        | Alle Wege führen nach Rom     | Give a Little Bit                   | 4. Okt. 2009         | 23. Apr. 2010                         | Mark Mylod      | Doug Ellin & Ally Musika |

## Staffel 7
Die Erstausstrahlung der siebten Staffel war vom 27. Juni bis zum 12. September 2010 auf dem US-amerikanischen Kabelsender HBO zu sehen. Die deutschsprachige Erstausstrahlung sendete der deutsche Pay-TV-Sender FOX vom 24. Juni bis zum 22. Juli 2011.
| Nr. (ges.) | Nr. (St.) | Deutscher Titel  | Originaltitel                          | Erstausstrahlung USA | Deutschsprachige Erstausstrahlung (D) | Regie                        | Drehbuch                 |
| ---------- | --------- | ---------------- | -------------------------------------- | -------------------- | ------------------------------------- | ---------------------------- | ------------------------ |
| 79         | 1         | Der Stunt        | Stunted                                | 27. Juni 2010        | 24. Juni 2011                         | Doug Ellin                   | Doug Ellin               |
| 80         | 2         | Verwirrungen     | Buzzed                                 | 11. Juli 2010        | 24. Juni 2011                         | Tucker Gates                 | Ally Musika              |
| 81         | 3         | Drama’s Drama    | Dramedy                                | 18. Juli 2010        | 1. Juli 2011                          | Ken Whittingham & Doug Ellin | Doug Ellin               |
| 82         | 4         | Ping Pong        | Tequila Sunrise                        | 25. Juli 2010        | 1. Juli 2011                          | Adam Davidson                | Doug Ellin               |
| 83         | 5         | Hoch die Tassen  | Bottoms Up                             | 1. Aug. 2010         | 8. Juli 2011                          | Dan Attias                   | Ally Musika              |
| 84         | 6         | Haarspalterei    | Hair                                   | 8. Aug. 2010         | 8. Juli 2011                          | Doug Ellin                   | Doug Ellin               |
| 85         | 7         | Tequila und Coke | Tequila and Coke                       | 15. Aug. 2010        | 15. Juli 2011                         | David Nutter                 | Doug Ellin & Ally Musika |
| 86         | 8         | Gangbang Test    | Sniff Sniff Gang Bang                  | 22. Aug. 2010        | 15. Juli 2011                         | David Nutter                 | Doug Ellin & Ally Musika |
| 87         | 9         | Showdown         | Porn Scenes from an Italian Restaurant | 29. Aug. 2010        | 22. Juli 2011                         | Kevin Connolly               | Ally Musika              |
| 88         | 10        | Ausser Kontrolle | Lose Yourself                          | 12. Sep. 2010        | 22. Juli 2011                         | David Nutter                 | Doug Ellin               |

## Staffel 8
Die Erstausstrahlung der achten Staffel war vom 24. Juli bis zum 11. September 2011 auf dem US-amerikanischen Kabelsender HBO zu sehen. Die deutschsprachige Erstausstrahlung sendete der deutsche Pay-TV-Sender FOX vom 13. Juli bis zum 3. August 2012.
| Nr. (ges.) | Nr. (St.) | Deutscher Titel      | Originaltitel   | Erstausstrahlung USA | Deutschsprachige Erstausstrahlung (D) | Regie          | Drehbuch                             |
| --- | --------- | -------------------- | --------------- | -------------------- | ------------------------------------- | -------------- | ------------------------------------ |
| 89 | 1         | Home Sweet Home      | Home Sweet Home | 24. Juli 2011        | 13. Juli 2012                         | Doug Ellin     | Doug Ellin                           |
| Vince verlässt nach seinem Entzug die Suchtklinik und möchte sein dort geschriebenes Drehbuch verfilmen. Auf der Welcome-Back-Party für Vince setzt Turtle aus Versehen das Haus in Brand. |           |                      |                 |                      |                                       |                |                                      |
| 90 | 2         | Aris neuer Tod-Feind | Out with a Bang | 31. Juli 2011        | 13. Juli 2012                         | Doug Ellin     | Ally Musika                          |
| Während die Freunde ins Hotel ziehen erfährt Ari, dass seine Frau sich mit jemandem trifft und versucht herauszufinden, um wen es sich handelt. Dazu benutzt er rabiate Methoden. |           |                      |                 |                      |                                       |                |                                      |
| 91 | 3         | Ein letzter Schuss   | One Last Shot   | 7. Aug. 2011         | 20. Juli 2012                         | Dan Attias     | Wesley Nickerson III & Kenny Neibart |
| Turtle erfährt, dass er sowohl seine Freundin, wie auch seinen Job, los ist und beschließt seinen Anteil an Avion zu verkaufen. Carl Ertz, der mit Vince in der Suchtklinik war, bietet diesem an, dessen Film zu produzieren, falls Vince für ein anderes Projekt zur Verfügung steht. Vince möchte Carl eine Chance geben, obwohl die Freunde ihm davon abraten. Während eines Meetings kommt es zum Eklat zwischen Turtle und Ertz, woraufhin dieser sich im Kokainrausch erschießt. |           |                      |                 |                      |                                       |                |                                      |
| 92 | 4         | Ein genialer Einfall | Whiz Kid        | 14. Aug. 2011        | 20. Juli 2012                         | Roger Kumble   | Doug Ellin & Jerry Ferrara           |
| Nachdem bei Carl Ertz Kokain gefunden wurde und Vince dort angetroffen wurde, wird Vince zu einem Drogentest gebeten, um seine Bewährungsauflagen zu erfüllen. Er fürchtet nun, in Haft zu müssen, da er Marijuana geraucht hat. Billy Walsh hilft ihm aus der Klemme, indem er ihn mit einem künstlichen Penis samt einem Beutel mit sauberem Urin ausstattet. |           |                      |                 |                      |                                       |                |                                      |
| 93 | 5         | Motherfucker         | Motherf*cker    | 21. Aug. 2011        | 27. Juli 2012                         | David Nutter   | Ally Musika                          |
| Eric glaubt, dass Sloan eine Beziehung mit Johnny Galecki führt und lässt sich aus Rache mit ihrer Stiefmutter ein. |           |                      |                 |                      |                                       |                |                                      |
| 94 | 6         | Der große Knall      | The Big Bang    | 28. Aug. 2011        | 27. Juli 2012                         | David Nutter   | Doug Ellin & Jerry Ferrara           |
| Eric erfährt von Sloan, dass diese schwanger ist. |           |                      |                 |                      |                                       |                |                                      |
| 95 | 7         | Alle für alle        | Second to Last  | 4. Sep. 2011         | 3. Aug. 2012                          | Kevin Connolly | Ally Musika                          |
| Vince verliebt sich in eine Journalistin, die aber keinerlei private Beziehung zu Filmstars eingehen will. |           |                      |                 |                      |                                       |                |                                      |
| 96 | 8         | Ende                 | The End         | 11. Sep. 2011        | 3. Aug. 2012                          | David Nutter   | Doug Ellin                           |
| Vince bekommt endlich sein Date und verkündet auch prompt seine Verlobung. Ari kann seine Frau zurückgewinnen und zieht mit ihr in die Toskana. Eric erneuert die Verlobung mit der schwangeren Sloan. |           |                      |                 |                      |                                       |                |                                      |